# Катастрофа DC-3 над Бискайским заливом
Катастрофа DC-3 над Бискайским заливом — авиационная катастрофа регулярного рейса гражданской авиакомпании British Overseas Airways Corporation из аэропорта Портела в Лиссабоне, Португалия, до аэропорта Уитчёрч около Бристоля, Англия, осуществлявшегося в 1940-е годы. 1 июня 1943 года самолёт был атакован в пути восемью немецкими дальними истребителями Junkers Ju 88 и упал в Бискайский залив, что привело к гибели всех 17 человек на борту.
Существует множество теорий о том, что самолет Douglas DC-3 подвергся нападению, потому что немцы считали, что британский премьер-министр Уинстон Черчилль находится на борту. Другие теории предполагают, что DC-3 был сбит из-за того, что несколько пассажиров, включая актёра Лесли Говарда, были британскими шпионами. Во время Второй мировой войны британские и немецкие гражданские самолёты эксплуатировались из одних и тех же объектов в Портеле, а входящий и исходящий трафик наблюдались шпионами союзников и Оси. Маршрут Лиссабон-Уитчёрч часто перевозил агентов и эвакуировал военнопленных в Британию.

## Рейс 777

### Исторические сведения

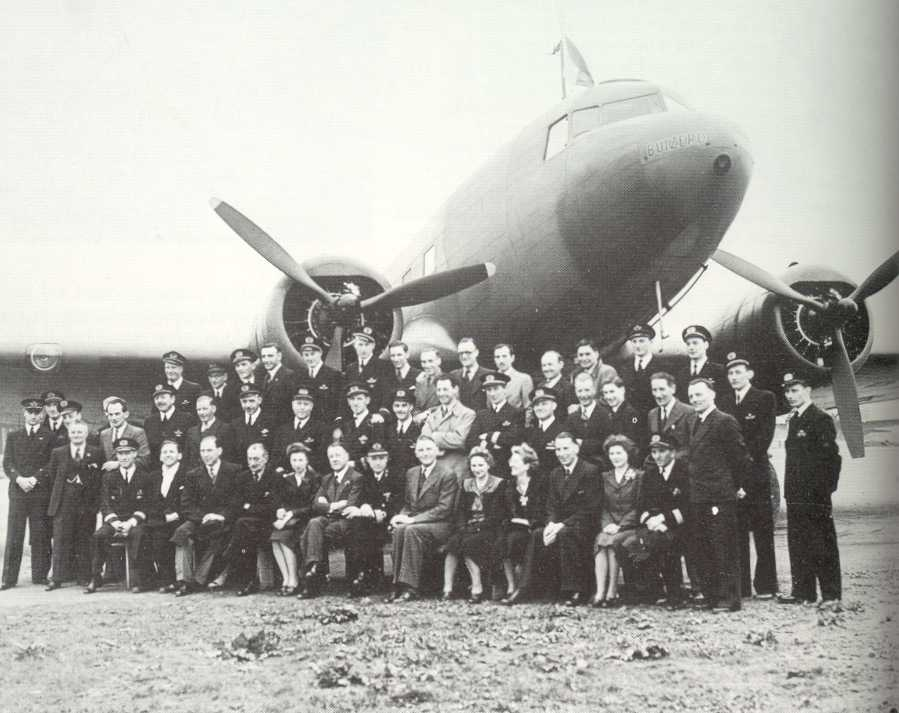
Фото самолёта 16 июня 1942 года, в день его пятисотого рейса на этом направлении

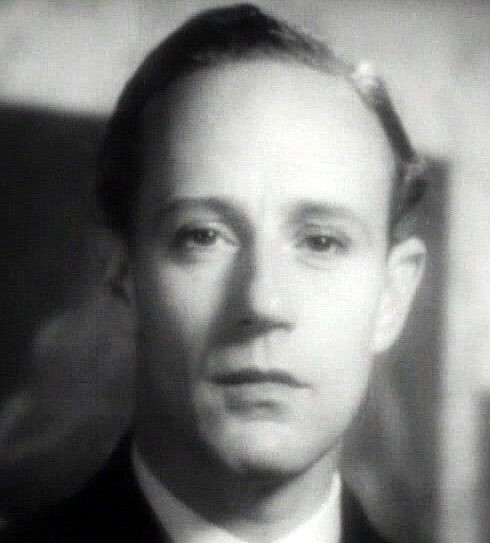
Актёр Лесли Говард, находившийся на борту

Когда в Европе вспыхнула война, Министерство авиации Великобритании запретило частные полёты и большинство внутренних воздушных рейсов. Imperial Airways и British Airways, в процессе объединения и национализации в качестве BOAC, были эвакуированы из аэродрома Кройдон и аэродрома Хестон в Уитчёрч за пределами Бристоля. После падения Норвегии, Нидерландов, Бельгии и Франции, а также вступления Италии в войну только нейтральные Швеция, Ирландия и Португалия оставались европейскими направлениями для BOAC. В Великобритании полёты гражданских воздушных судов были ограничены высотами от 1000 до 3000 футов (300 и 910 м) и могли летать только в дневное время суток, чтобы облегчить идентификацию. Британское правительство также запретило полёты дипломатам, военнослужащим, VIP-персонам и лицам, получившим особое указание правительства.

## Эвакуация экипажей KLM
В течение нескольких недель до немецкого вторжения в Голландию голландская авиакомпания KLM дважды в неделю летала на DC-3 от Амстердама до Португалии, избегая французского, британского и испанского воздушного пространства, чтобы соединиться с новым маршрутом Pan American, связующим США и Лиссабон. Когда в мае 1940 года Германия вторглась в Нидерланды, у KLM было несколько лайнеров на пути за пределы Нидерландов. Некоторым удалось улететь в Великобританию, а другие, остановившиеся на востоке Италии, продолжали связывать британские и голландские территории с Палестиной, Индонезией и Австралией. Британское правительство интернировало голландские самолёты в аэропорту Шорехам. После переговоров министерство воздушного транспорта и голландское правительство в изгнании договорились использовать самолёты и экипажи KLM для замены самолёта de Havilland Albatross на регулярной службе между Великобританией и Португалией, которую BOAC начал в июне 1940 года с аэродрома Хестон.
После того как первоначальные вопросы об использовании голландских экипажей были решены, были задействованы все голландские экипажи, хотя на рейсах использовались номера рейсов BOAC. Контингент KLM размещался на базе WHACUR BOAC.

## Операции
Рейсы из Лиссабона в Великобританию и обратно осуществлялись до четырёх раз в неделю. С 20 сентября 1940 года пассажиры вылетели из Whitchurch (хотя Хестон продолжался как лондонская конечная остановка для KLM с 26 июня по 20 сентября 1940 года), а для Лиссабона довоенный аэродром в Синтре использовался до октября 1942 года, когда новая взлётно-посадочная полоса была готова в аэропорту Портела, на северном краю Лиссабона. К июню 1943 года на более чем 500 рейсах KLM / BOAC вывезло 4000 пассажиров.
Первоначально были доступны пять самолётов Douglas DC-3 и один самолёт Douglas DC-2, но с потерей DC-3 20 сентября 1940 года в результате десантной аварии в Хестоне и уничтожении другого DC-3 в ноябре 1940 года атакой люфтваффе на Витчёрч остались только четыре самолета: DC-2 G-AGBH Edelvalk (ex-PH-ALE), DC-3 G-AGBD Buizerd (ex-PH-ARB), DC-3 G-AGBE Zilverreiger (ex-PH-ARZ) и DC-3 G-AGBB Ibis (ex-PH-ALI). В 1939 году, когда военная напряженность в Европе увеличивалась, KLM нарисовала свои DC-2 и DC-3 ярко-оранжевые, чтобы чётко обозначить их как гражданские самолёты. BOAC перекрасил самолёт в камуфляж, с британской гражданской маркировкой и красно-белыми или синими полосами, как и все самолёты BOAC, но без флага Содружества. Позднее они были отмечены названиями голландских птиц под окнами кабины. Интерьеры остались в цветах и маркировке KLM.
Британские и немецкие гражданские самолёты работали с одних и тех же объектов в Портуле, и за ними следили шпионы союзников и осей, в том числе британцы, немцы, советские и американские. Это было особенно характерно для маршрута Лиссабон-Уитчерч, который часто носил агентов и бежавших военнопленных в Британию. Немецкие шпионы были размещены на терминалах для записи того, кто находился на посадке и вылетал по маршруту Лиссабон-Уитчерч. Гарри Пьюзи, операционный офицер BOAC в Лиссабоне в 1943 и 1944 годах, описал этот район «как Касабланка, но в двадцать раз опаснее». Согласно архивам ЦРУ, большинство офицеров ОСС в Испании были выдворены из Лиссабона под неофициальным прикрытием, потому что дипломатический персонал в Мадриде применил практику идентификации агентов разведки в испанской полиции.

## Атака

Место сбития над Бискайским заливом

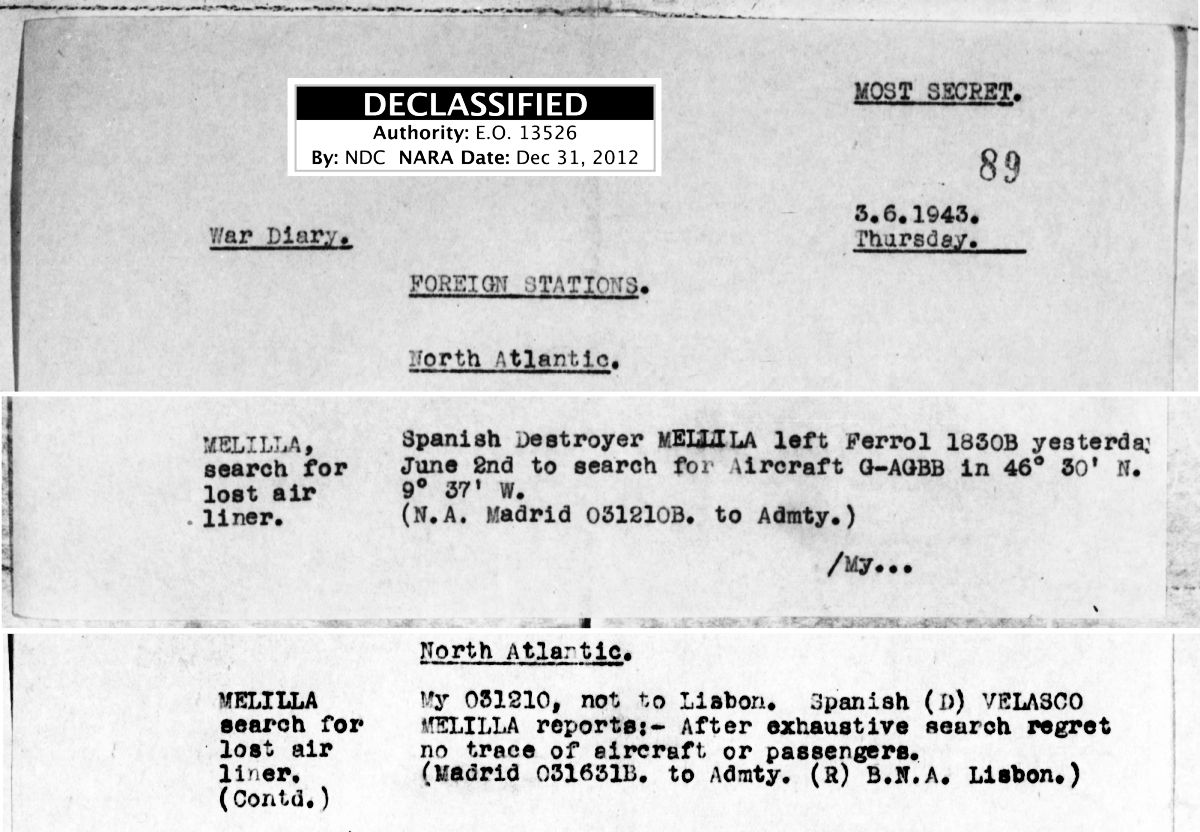
G-AGBB BOAC / PH-ALI KLM, найденный 3 июня 1943 испанским бомбардировщком

1 июня 1943 года рейс BOAC из Лиссабона в Витчёрч получил номер 777-A. Первоначально вылет планировался в 07:30, но был задержан, когда Говард покинул самолёт, чтобы забрать пакет, который он оставил на таможне. В 07 ч. 35 м. 777-A покинул аэропорт Портела в Лиссабоне. Витчёрч получил сообщение о выходе и продолжил регулярный радиоконтакт до 10:54 GMT. В то время, когда DC-3 находился примерно в 200 милях (320 км) к северо-западу от побережья Испании, Витчёрч получил сообщение от радиооператора ван Брюгге, из которого следовало, что они были обстреляны при 46° 30’N , 009° 37’W. Вскоре после этого самолёт разбился и затонул в Бискайском заливе.
На следующий день BOAC опубликовал заявление:

British Overseas Airways Corporation с сожалением сообщает, что следовавший из Лиссабона в Великобританию самолёт гражданской авиации не прибыл в пункт назначения и потерпел крушение. Последнее сообщение, полученное с самолёта, свидетельствует о том, что его обстреляла вражеская авиация. На борту находились 13 пассажиров и 4 члена экипажа. Родственники находившихся на борту уже проинформированы о случившемся.
Оригинальный текст (англ.)The British Overseas Airways Corporation regrets to announce that a civil aircraft on passage between Lisbon and the United Kingdom is overdue and presumed lost. The last message received from the aircraft stated that it was being attacked by an enemy aircraft. The aircraft carried 13 passengers and a crew of four. Next-of-kin have been informed.

## Теории
- Попытка покушения на Черчилля, который, по предположениям немцев, мог быть на этом самолёте.
- Атака на Лесли Говарда, который мог быть шпионом, или из-за его пропагандистских усилий.